# Henry Taube
Henry Taube (Neudorf, Saskatchewan, 1915. november 30. – Palo Alto, 2005. november 16.) kanadai születésű amerikai kémikus. 1983-ban kémiai Nobel-díjjal tüntették ki „az elektron-transzfer reakciók mechanizmusának feltárásáért”. A Magyar Tudományos Akadémia Kémiai Tudományok Osztályának tiszteleti tagja volt.

## Életrajz
1935-ben végezte el a Saskatchewani Egyetem Saskatoonban alapképzését, majd ugyanitt 1937-ben fejezte be a mesterképzést. Doktori fokozatát 1940-ben kapta meg, amit a Kaliforniai Egyetemen szerzett meg.